# Torre Dömötör
La Torre Dömötör (en húngaro: Dömötör-torony) es el edificio más antiguo de Szeged, en Hungría. Sus bases fueron muy probablemente colocadas durante el siglo XI, mientras que la parte inferior se construyó (en estilo románico) desde el siglo XII, y la parte superior (de estilo gótico) del siglo XIII. La torre fue una vez parte de la antigua templom Szent Dömötör (Iglesia de San Demetrio), pero hoy en día se encuentra en la Plaza Catedral, frente a la Iglesia mucho más grande Votiva de Szeged. La parte superior fue reconstruida a partir de las piedras originales en 1926, La arquitectura de la torre es similar a otra que se encuentra en el sur de Francia, o en el territorio del antiguo Imperio Bizantino.